# Giorgio Federico Carlo di Brandeburgo-Bayreuth
Giorgio Federico Carlo di Brandeburgo(-Kulmbach)-Bayreuth (Mühlhausen, 19 giugno 1688 – Bayreuth, 17 maggio 1735) fu margravio di Brandeburgo-Bayreuth.

## Biografia

### I primi anni
Giorgio era figlio di Cristiano Enrico di Brandeburgo-Kulmbach e della moglie Sofia Cristiana di Wolfstein. Proveniva dalla linea secondaria della famiglia Hohenzollern, generatasi nel 1655 alla morte di Cristiano di Brandeburgo-Bayreuth e che prese il nome di Brandeburgo-Kulmbach.
Durante i suoi primi anni di vita, Giorgio Federico Carlo venne istruito personalmente da sua madre, di carattere estremamente religioso, e successivamente iniziò un'educazione formale a Bielefeld. Dal 1700 al 1704 egli viaggio nell'Europa dell'ovest come parte del tradizionale "Grand Tour" e visitò, tra gli altri paesi, la Danimarca, la Francia e i Paesi Bassi. Successivamente, egli studiò per quattro anni all'Università di Utrecht. Dopo la morte del padre nel 1708 egli fece ritorno in seno alla sua famiglia, che dal 1704 si era stabilità al Castello di Weferlingen presso Magdeburgo, assumendo il titolo di margravio di Brandeburgo-Bayreuth-Kulmbach.
Il Castello di Weferlingen era stato assegnato alla sua famiglia in appannaggio da re Federico I di Prussia, dopo che si era concluso un accordo che prevedeva l'abolizione dei suoi debiti e la concessione di una casa in cambio della rinuncia ai propri diritti di successione sugli stati di Bayreuth ed Ansbach in favore della Prussia. Giorgio Federico Carlo, ad ogni modo, tentò di recuperare i propri diritti sui territori. Egli fu in grado di assicurarsi il supporto degli stati della regione della Franconia per questa operazione, i quali temevano presto di finire inglobati nei poteri della Prussia. Giorgio Federico Carlo decise inoltre di prestare una decisiva assistenza all'Arcivescovo di Magonza ed al Principe-Vescovo di Bamberga Lothar Franz von Schönborn ed a suo nipote, il Vice-Cancelliere imperiale Frederick Karl von Schönborn, che supportava nel contempo l'abolizione del cosiddetto "Contratto di Schönberg" col quale la famiglia dei Brandeburgo-Bayreuth aveva rinunciato ai propri diritti. L'impegno della casata venne premiato, ma riuscì a spuntarla solo nel 1722 dopo una lunga e difficoltosa discussione ed il pagamento di una sostanziosa indennità alla Prussia.
Quando il margravio Giorgio Guglielmo morì nel 1726 senza lasciare eredi maschi sopravvissutigli, Giorgio Federico Carlo assunse tale carica.

### L'ascesa e il governo
Dopo la sua ascesa, Giorgio Federico Carlo si pose immediatamente la preoccupazione di restaurare le finanze dello stato, dando priorità ai governi locali. Al contrario di molti dei suoi contemporanei, egli non aveva mire politiche o militari. Egli era al contrario molto pio e supportò intensamente August Hermann Francke nel diffondere l'importanza della vita religiosa per la vita di uno stato, aiutando anche finanziariamente lo sviluppo dei primi orfanotrofi della regione.
Egli si dimostrava completamente disinteressato alla vita di corte, tantopiù che negli ultimi anni della sua vita egli costruì il Castello di Himmelkron, un monastero, probabilmente con l'intento di ritirarvisi prima della morte.
Una sua accurata descrizione ce la lascia la nuora, Guglielmina di Prussia, che nelle sue memorie lo identifica come "una persona egoista, un malparlier, un geloso". L'antipatia tra i due era evidente, soprattutto dal momento che alla nascita della nipotina egli si era categoricamente rifiutato di educarla in quanto essa non era un maschio.
Giorgio Federico Guglielmo morì a Bayreuth il 17 maggio 1735.

## Matrimonio ed eredi
Giorgio sposò nel 1709 Dorotea di Schleswig-Holstein-Sonderburg-Beck, dalla quale ebbe cinque figli:
- Sofia Cristina Luisa (1710-1739);
- Federico (1711-1763);
- Guglielmo Ernesto (1712-1733);
- Sofia Carlotta Albertina (1713-1749);
- Guglielmina Sofia (1714-1749).

Dopo sette anni di infelice matrimonio, Giorgio Federico Carlo e Dorotea si separarono nel 1716 e otto anni dopo (1724) il loro matrimonio venne formalmente sciolto. Dorotea successivamente emigrò in Svezia dove morì senza più risposarsi.

## Ascendenza
|                                                              |                       |                                                     | Genitori                                          |  |  | Nonni |  |  | Bisnonni                          |  |  | Trisnonni                       |  |
|                                                              |                       |                                                     |                                                   |  |  |       |  |  | Cristiano di Brandeburgo-Bayreuth |  |  | Giovanni Giorgio di Brandeburgo |  |
|                                                              |                       |                                                     |                                                   |  |  |       |  |  | Cristiano di Brandeburgo-Bayreuth |  |  | Giovanni Giorgio di Brandeburgo |  |
|                                                              |                       | Elisabetta di Anhalt-Zerbst                         |                                                   |  |  |       |  |  | Cristiano di Brandeburgo-Bayreuth |  |  |                                 |  |
| Giorgio Alberto di Brandeburgo-Kulmbach                      |                       |                                                     |                                                   |  |  |       |  |  | Cristiano di Brandeburgo-Bayreuth |  |  |                                 |  |
|                                                              |                       | Maria di Hohenzollern                               | Alberto Federico di Prussia                       |  |  |       |  |  |                                   |  |  |                                 |  |
|                                                              |                       | Maria di Hohenzollern                               | Alberto Federico di Prussia                       |  |  |       |  |  |                                   |  |  |                                 |  |
|                                                              |                       | Maria di Hohenzollern                               | Maria Eleonora di Jülich-Kleve-Berg               |  |  |       |  |  |                                   |  |  |                                 |  |
| Cristiano Enrico di Brandeburgo-Kulmbach                     |                       | Maria di Hohenzollern                               |                                                   |  |  |       |  |  |                                   |  |  |                                 |  |
|                                                              |                       | Filippo di Schleswig-Holstein-Sonderburg-Glücksburg | Giovanni di Schleswig-Holstein-Sonderburg         |  |  |       |  |  |                                   |  |  |                                 |  |
|                                                              |                       | Filippo di Schleswig-Holstein-Sonderburg-Glücksburg | Giovanni di Schleswig-Holstein-Sonderburg         |  |  |       |  |  |                                   |  |  |                                 |  |
|                                                              |                       | Filippo di Schleswig-Holstein-Sonderburg-Glücksburg | Elisabetta di Brunswick-Grubenhagen               |  |  |       |  |  |                                   |  |  |                                 |  |
| Maria Elisabetta di Schleswig-Holstein-Sondenburg-Glücksburg |                       | Filippo di Schleswig-Holstein-Sonderburg-Glücksburg |                                                   |  |  |       |  |  |                                   |  |  |                                 |  |
|                                                              |                       | Sofia Edvige di Sassonia-Lauenburg                  | Francesco II di Sassonia-Lauenburg                |  |  |       |  |  |                                   |  |  |                                 |  |
|                                                              |                       | Sofia Edvige di Sassonia-Lauenburg                  | Francesco II di Sassonia-Lauenburg                |  |  |       |  |  |                                   |  |  |                                 |  |
|                                                              |                       | Sofia Edvige di Sassonia-Lauenburg                  | Maria di Brunswick-Wolfenbüttel                   |  |  |       |  |  |                                   |  |  |                                 |  |
| Giorgio Federico Carlo di Brandeburgo-Bayreuth               |                       | Sofia Edvige di Sassonia-Lauenburg                  |                                                   |  |  |       |  |  |                                   |  |  |                                 |  |
|                                                              | Giovanni di Wolfstein | Giovanni Adamo di Wolfstein                         |                                                   |  |  |       |  |  |                                   |  |  |                                 |  |
|                                                              | Giovanni di Wolfstein | Giovanni Adamo di Wolfstein                         |                                                   |  |  |       |  |  |                                   |  |  |                                 |  |
|                                                              | Giovanni di Wolfstein | Elisabetta di Limpurg                               |                                                   |  |  |       |  |  |                                   |  |  |                                 |  |
| Alberto Federico di Wolfstein                                | Giovanni di Wolfstein |                                                     |                                                   |  |  |       |  |  |                                   |  |  |                                 |  |
|                                                              |                       | Barbara Teufel zu Gundersdorf                       | …                                                 |  |  |       |  |  |                                   |  |  |                                 |  |
|                                                              |                       | Barbara Teufel zu Gundersdorf                       | …                                                 |  |  |       |  |  |                                   |  |  |                                 |  |
|                                                              |                       | Barbara Teufel zu Gundersdorf                       | …                                                 |  |  |       |  |  |                                   |  |  |                                 |  |
| Sofia Cristiana di Wolfstein                                 |                       | Barbara Teufel zu Gundersdorf                       |                                                   |  |  |       |  |  |                                   |  |  |                                 |  |
|                                                              |                       | Wolfgang Giorgio I di Castell-Remlingen             | Wolfgang II di Castell-Remlingen                  |  |  |       |  |  |                                   |  |  |                                 |  |
|                                                              |                       | Wolfgang Giorgio I di Castell-Remlingen             | Wolfgang II di Castell-Remlingen                  |  |  |       |  |  |                                   |  |  |                                 |  |
|                                                              |                       | Wolfgang Giorgio I di Castell-Remlingen             | Giuliana di Hohenlohe-Neuenstein                  |  |  |       |  |  |                                   |  |  |                                 |  |
| Sofia Luisa di Castell-Remlingen                             |                       | Wolfgang Giorgio I di Castell-Remlingen             |                                                   |  |  |       |  |  |                                   |  |  |                                 |  |
|                                                              |                       | Sofia Giuliana di Hohenlohe-Waldenburg-Pfedelbach   | Luigi Eberardo di Hohenlohe-Waldenburg-Pfedelbach |  |  |       |  |  |                                   |  |  |                                 |  |
|                                                              |                       | Sofia Giuliana di Hohenlohe-Waldenburg-Pfedelbach   | Luigi Eberardo di Hohenlohe-Waldenburg-Pfedelbach |  |  |       |  |  |                                   |  |  |                                 |  |
|                                                              |                       | Sofia Giuliana di Hohenlohe-Waldenburg-Pfedelbach   | Dorotea di Erbach                                 |  |  |       |  |  |                                   |  |  |                                 |  |
|                                                              |                       | Sofia Giuliana di Hohenlohe-Waldenburg-Pfedelbach   |                                                   |  |  |       |  |  |                                   |  |  |                                 |  |